# کانو کامپیوتینگ
کانو کامپیوتینگ (انگلیسی: Kano Computing) شرکت فناوری اطلاعات بریتانیایی است، که در سال ۲۰۱۳ تأسیس شد.